# أنغريت كرامب كارينباور
أنغريت كرامب كارينباور (بالألمانية: Annegret Kramp-Karrenbauer)؛ (مواليد 9 آب 1962 في فولكلينغن)، يشار إليها غالباً بالأحرف الأولى من اسمها واسم عائلتها AKK، سياسية ألمانية تنتمي لحزب الاتحاد الديمقراطي المسيحي. من 17 يوليو 2019 إلى 8 ديسمبر 2021 شغلت منصب وزيرة الدفاع وترأست حزبها نت 7 ديسمبر 2018 جين خلفت أنغيلا ميركل حتى 16 يناير2021. 
قبل ذلك من عام 2000 إلى عام 2011 كانت وزيرة لعدة وزارات في ولاية سارلاند، لتشغل بعدها رئاسة الوزراء في الولاية حتى عام 2018. في عام 1998 كانت نائباً في البوندستاغ الألماني ومن 1999 إلى 2018 نائباً في برلمان ولاية سارلاند. بالإضافة إلى ذلك ترأست حزبها في ولاية سارلاند من 2011 إلى 2018 وكانت الأمين العام للحزب من فبراير إلى ديسمبر 2018.
بعد الانتخابات الاتحادية عام 2021 أعلنت هي وبيتر ألتماير تخليهما عن عضويتهما في المجلس حتى يتمكن النائبان الأصغر سنًا نادينه شون وماركوس أول من البقاء في المجلس.

## مناصب
تولت منصب الأمين العام لحزب الاتحاد الديمقراطي المسيحي ‏ (منذ 26 فبراير 2018)، ورئيس وزراء سارلاند ‏ (10 أغسطس 2011–28 فبراير 2018)، وعضو مجلس الشورى الموحد سارلاند (1998–2017)، وعضو في البوندستاغ الألماني (1997–1997)، وعضو مجلس الشورى الموحد سارلاند.
في 10 فبراير 2020، أعلنت أنغريت كرامب كارينباور أنها ستستقيل من منصب رئيسة حزب الاتحاد الديمقراطي المسيحي وأنها لن تتقدم مرشحة لمنصب المستشارية في الانتخابات الاتحادية المقرر عقدها في 2021. تحدثت في إعلانها الاستقالة عن علاقة غير واضحة لبعض القطاعات في حزبها مع حزبي البديل من أجل ألمانيا ومع اليسار.

## التعليم
تعلمت في جامعة سارلاند، وجامعة ترير.

## جوائز
حصلت على جوائز منها:
- وسام جوقة الشرف (2015)
- Elsie Kühn Leitz Prize  [لغات أخرى]‏ (2014)
- وسام منع الإساءة للحيوانات  [لغات أخرى]‏ (2014)
- وسام السعفات الأكاديمية من رتبة قائد (2013).

| المناصب السياسية          | المناصب السياسية                                                           | المناصب السياسية |
| ------------------------- | -------------------------------------------------------------------------- | ---------------- |
| سبقه بيتر مولر            | رئيس وزراء سارلاند 10 أغسطس 2011 - 28 فبراير 2018                          | تبعه توبياس هانس |
| سبقه أورسولا فون دير لاين | وزير دفاع ألمانيا 17 تموز 2019 - الآن                                      | تبعه             |
| المناصب الحزبية السياسية  |                                                                            |                  |
| سبقه أنغيلا ميركل         | زعيم حزب الاتحاد الديمقراطي المسيحي 7 ديسمبر 2018 – 16 يناير 2021          | تبعه أرمين لاشيت |
| سبقه بيتر تاوبر           | الأمين العام للاتحاد الديمقراطي المسيحي ‏ 26 شباط 2018 – 7 كانون الأول 2018 | تبعه بول زيمياك ‏ |

## روابط خارجية
- أنغريت كرامب كارينباور على موقع IMDb (الإنجليزية)
- أنغريت كرامب كارينباور على موقع مونزينجر (الألمانية)
- أنغريت كرامب كارينباور على موقع قاعدة بيانات الفيلم (الإنجليزية)